# 感覺剝奪

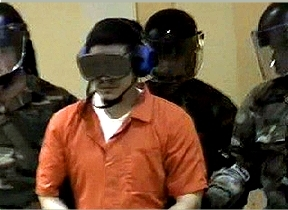
圖中的囚犯José_Padilla_(criminal)是美國公民，被美國當局認為是恐怖份子，在看牙醫的途中被帶上了黑色眼罩

感覺剝奪（英語：sensory deprivation）是故意從一個或多個感官減少或去除刺激。簡單的設備，如眼罩或頭罩和耳罩可以切斷視覺和聽覺分別，而更複雜的設備還可以切斷嗅覺，觸覺，味覺。
短期感覺剝奪被描述為有利於放鬆和冥想，但是，長期感覺剝奪會導致極端焦慮、幻覺、奇怪的想法和抑鬱症。已有感覺剝奪的實驗發現，大約50%的受試者在剝奪感官刺激的隔離箱中產生幻覺，包括視幻覺、聽幻覺和觸幻覺等。視幻覺譬如出現光的閃爍；聽幻覺譬如聽到狗叫聲、打字聲、滴水聲等；觸幻覺譬如感覺有人從身體下面把床墊抽走，或感覺有冰冷的鋼板壓在前額和面頰上。